# Kang Seul-gi
Kang Seul-gi (en coreà: 강슬기) (Ansan, 10 de febrer de 1994) coneguda també pel seu nom artístic Seulgi, és una cantant, actriu, ballarina i model sud-coreana. Seulgi va formar part del quintet femení Red Velvet, grup de K-pop format el 2014 per SM Entertainment.

## Activitat professional

### Presentadora
- 2017 - Idol Drama Operation Team[1]
- 2018 - Law of the Jungle in Mexico
- 2018 - Cool Kids[2]

### Pel·lícules
- 2015 - SMTown: The Stage[3]

### Sèries de televisió
- 2016 - Descendants of the Sun[4]

### Teatre musical
- 2014 - School Oz[5]